# Philippe Takla
Philippe Takla (ur. 3 lutego 1915 w Zuk Mikajil, zm. 10 lipca 2006) – libański prawnik, dyplomata i polityk, katolik-melchita. W 1945, 1947 i 1957 był wybierany deputowanym libańskiego parlamentu. Siedmiokrotnie sprawował tekę ministra spraw zagranicznych Libanu. Kierował także ministerstwami finansów, ekonomii i turystyki. W 1964 mianowano go gubernatorem banku narodowego. W 1967 został stałym przedstawicielem Libanu przy ONZ, a w latach 1968–1971 był ambasadorem we Francji. W 1976 wycofał się z życia publicznego.